# Weezebeek

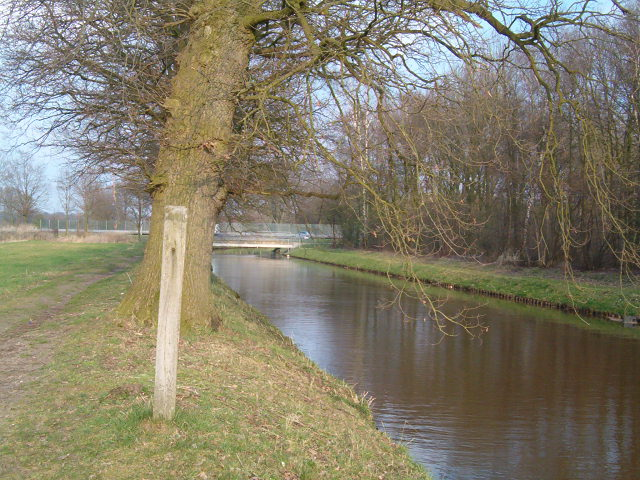
De Weezebeek net voordat deze het Twentekanaal passeert

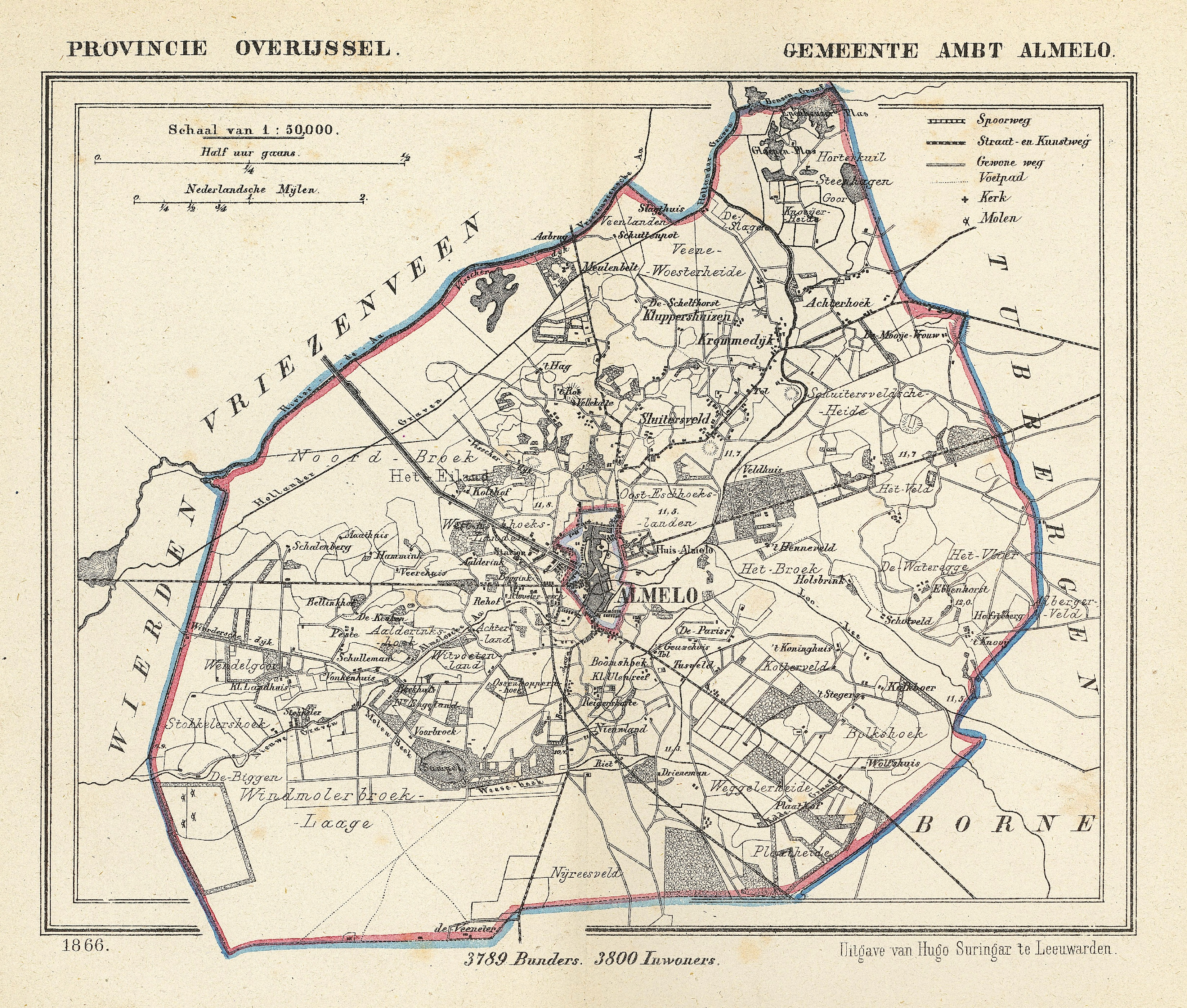
De Weezebeek ('Weese-beek') in het zuiden van de gemeente Almelo op een kaart uit 1866

De Weezebeek begint ten zuidoosten van Almelo en mondt ten westen van Almelo via de Eksose Aa in de Regge uit.
De Weezebeek is afgetakt van de Bornse Beek om overtollig water af te voeren, aangevoerd door de Loolee, een ander 'afvoerkanaal' om Almelo te ontlasten is het Lateraalkanaal. De Weezebeek maakt deel uit van een systeem van beken in Twente, die zowel stedelijk als landelijk (agrarisch) water afvoeren. Ook loost een aantal rioolwaterzuiveringen gezuiverd rioolwater op dit bekenstelsel. Bij zware regenval loost Almelo door middel van een overstort het overtollige hemelwater op dit bekenstelsel. Om het vervuilde stedelijke water en het minder vervuilde landelijke water te scheiden, is de Doorbraak gegraven. De Weezebeek is overal ongeveer 3 tot 6 meter breed. 

## Historie
De Weezebeek bestaat als zodanig vanaf halverwege de 19e eeuw en vormt als afwaterings-'beek' een verbinding tussen de Loolee en de Nieuwegraven (of Nije graven). Tot het moment dat de Weezebeek een aaneengesloten geheel vormde bestonden er al onderdelen, te weten: (vanaf de Loolee) Bornsebeek, Bavinkelbeek, Koldegraven (alle 3 aaneengesloten) en iets noordelijker vanaf de Drienemansbrug (kadasterkaart 1811-1832, 'Weg van Delden') naar de Sumpel (van oorsprong een pingoruïne ter plekke van wat nu het hoofdveld van de voetbalclub La Premiére is) tot aan de instroom in de Nieuwe graven (Nije graven - 1476): de Weesebeek resp. de Molenbeek. Deze laatste is genoemd naar de windmolen die (75 meter ten oosten van de Windmolenbroeksweg) aan de noordkant van de beek stond en tevens de naam heeft gegeven aan de wijk het Windmolenbroek. Tussen 1832 (Kadasterkaart) en 1848 (Topografische Militaire Kaart) werden deze afwateringsgrachten met elkaar verbonden ten N.O. van het erve Het Nijrees en ontstond de Weezebeek (of Weesebeek) zoals we die nu kennen.

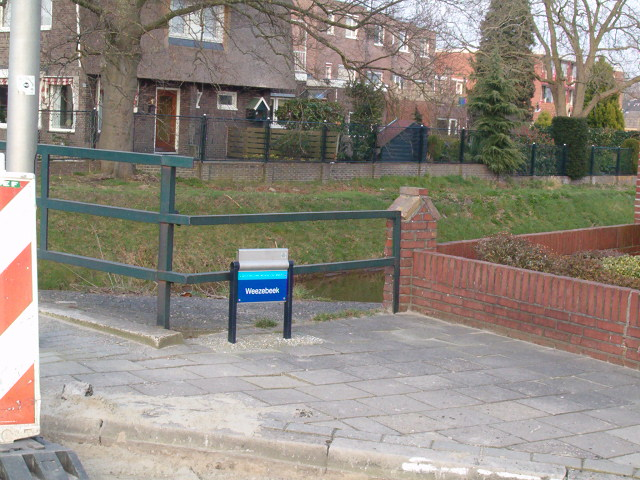
De Weezebeek t.h.v. de Bornsestraat
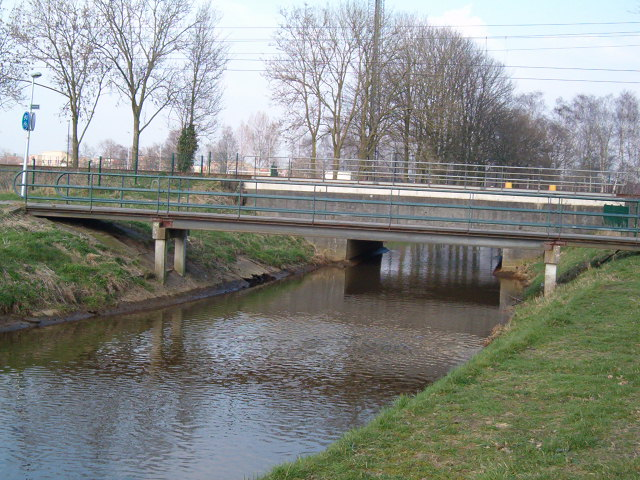
De Weezebeek
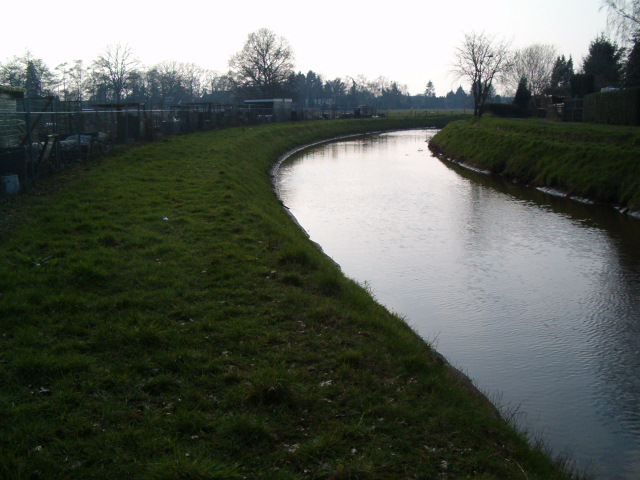
De Weezebeek
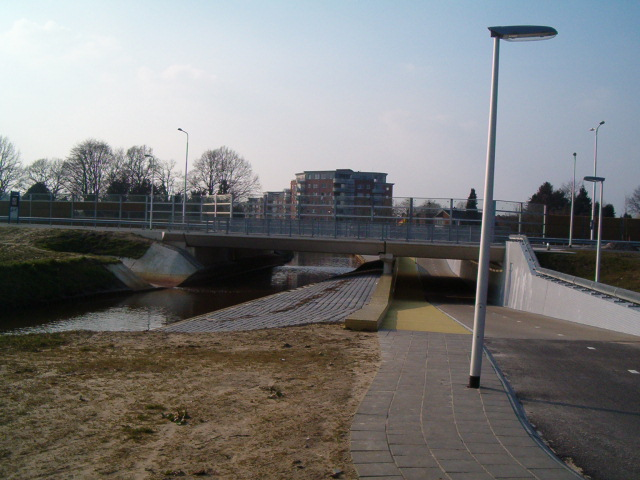
De Weezebeek gaat hier onder de Nijreessingel door
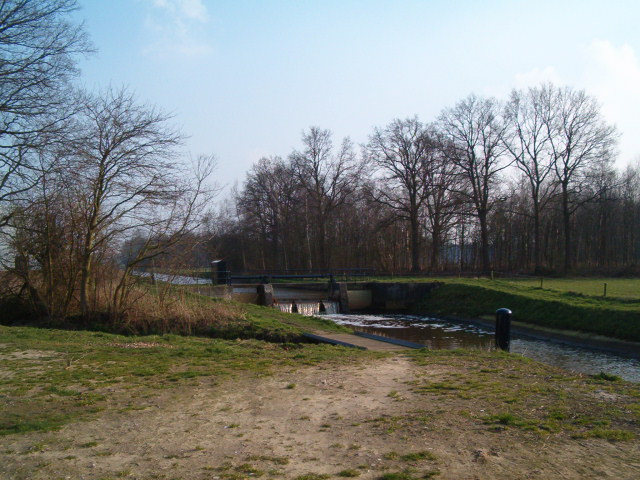
Een stuw om het water op peil te houden
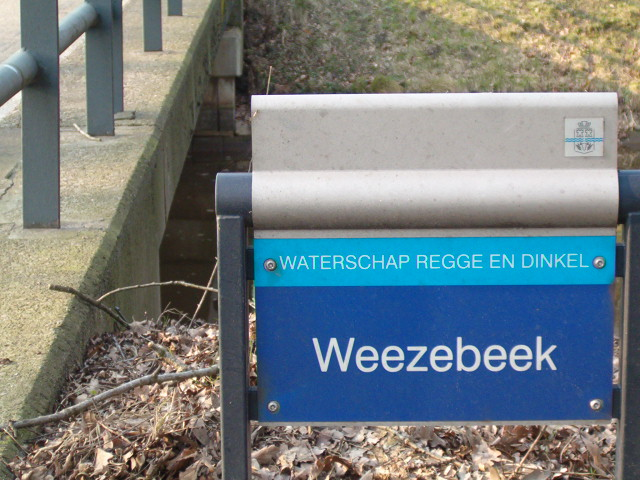
De Weezebeek
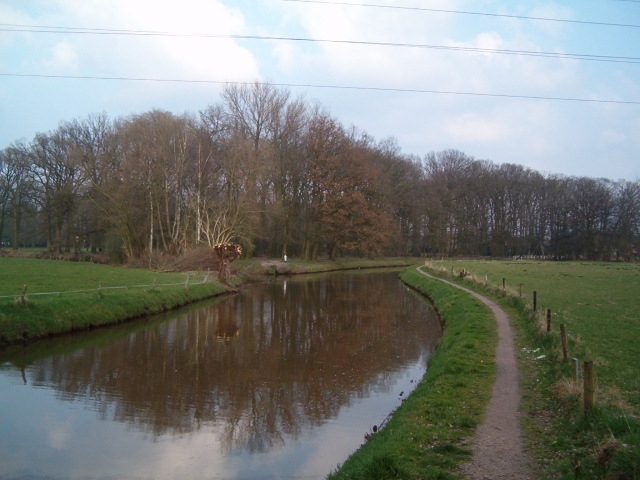
De Weezebeek